# Prawo książęce
Prawo książęce (łac. ius ducale) – pojawiająca się w 1. poł. XIII wieku na ziemiach polskich nazwa określająca władzę książęcą nad ludźmi i dobrami, w zakresie sądowniczym oraz w możliwości egzekucji różnych świadczeń: danin, posług, służby wojskowej, w ustanawianiu miru książęcego oraz regaliów. Były to z reguły ciężary, jakie ponosiła ludność tak w dobrach książęcych, kościelnych, jak i prywatnych na rzecz władcy. Prawo książęce rozkładało się na warianty grupowe, regulujące „wieczyste” powinności oraz statusowe uprawnienia poszczególnych kategorii ludności chłopskiej w gospodarczej organizacji państwa, regulowało jej dziedziczne obowiązki i przywileje. W literaturze definiowane często jako pojęcie pełni władzy książęcej, która „nie znała żadnych ścisłych granic”.
Pojęcia prawa książęcego pojawia się w źródłach polskich późno, w momencie jego erozji, na skutek stopniowej cesji przez książąt swych uprawnień na rzecz Kościoła i możnowładców, oraz wskutek kolonizacji na prawie niemieckim. W historiografii traktowano prawo książęce jako system charakterystyczny i ukształtowany w państwie piastowskim, właściwie od momentu jego powstania w X-XI wieku. Dziś przewagę zdobyła opinia, że ius ducale w dużej mierze powstało wskutek recepcji rozwiązań wykształconych w ciągu XII wieku na Zachodzie, a przeniesionych do Polski za ottońsko-salickim pośrednictwem.
W dokumentach ducalia iura pojawiają się czasami jako ius Bohemicale, ius Polonicum, ius Slavicum itp.
Niektóre regulacje:
- podwoda
- przewód
- powóz
- stan
- poradlne
- narzaz